# Holotrichia parallela
Holotrichia parallela är en skalbaggsart som beskrevs av Victor Ivanovitsch Motschulsky 1854. Holotrichia parallela ingår i släktet Holotrichia och familjen Melolonthidae. Inga underarter finns listade i Catalogue of Life.